# Рубен Барейро Саг'єр
Ру́бен Баре́йро Саг'є́р (ісп. Rubén Bareiro Saguier; 1930, Вільєта, Сентрал, Парагвай — 25 березня 2014, Асунсьйон, Парагвай) — парагвайський письменник, поет і літературознавець; фахівець з літератури мовою гуарані. Бакалавр літератури в Національному університеті Асунсьйона; доктор філології та гуманітарних наук Університету Поля Валері-Монпельє III.

## З життєпису
Дитинство Рубена Барейро Саг'єра минуло в рідному місті Вільєті, де він виріс часто буваючи на березі річки Парагвай і серед природи та занурений у селянське життя. Дуже рано він стикнувся з несправедливістю з боку авторитарного режиму, коли поліція, шукаючи та не знайшовши його батька, забрала та замкнула 11-річного Рубена в міському поліційному відділку.
У 1947 році він отримав ступінь бакалавра та почав вивчати філологію та літературу в Національному університеті Асунсьйона. У цей період він виділяється як студентський лідер, що вартувало йому нових ув'язнень. Відтак, завершити навчання у виші він спромігся лише 1957 року.
У 1962 році він отримав стипендію для навчання в Університеті Поля Валері-Монпельє III, і, відповідно, переїхав до Франції. 
Через 2 роки, вже у Франції, виходить друком перша книга Р. Б. Саг'єра Biografía de ausente («Біографія відсутнього»).
На чужині він працює асистентом і лектором іспанської мови в Паризькому університеті, а згодом професором латиноамериканської літератури та мови гуарані в Університеті Вінсенна. Також був задіяний у роботі Національного центру наукових досліджень у Парижі.
За публікацію Ojo por Diente («Око за зуб», 1971) Саг'єр отримав кубинську премію Casa de las Américas. Через цю нагороду наступного року (1972), під час одного зі своїх численних візитів до Парагваю, його заарештовують і утримують протягом півтора місяця в сумновідомому слідчому департаменті, осередку репресій режиму Альфредо Стресснера, звинувачуючи у сприянні «диверсійним потрясінням». Згодом інтелектуали з усього світу об'єдналися задля його визволення: серед них були Ж.-П. Сартр, Г. Г. Маркес, М. В. Льйоса, Ернесто Сабато, Сімона де Бовуар, Ролан Барт, Фернандо Саватер, Вісенте Алейксандре, Марта Лінч і Мануель Пуїг та багато інших. Зрештою його звільняють і висилають з країни, засудивши до вигнання, яке триватиме до падіння диктатури в 1989 році.
Вже потому, після повернення на батьківщину, Рубен Барейро Саг'єр працював послом Парагваю у Франції від 1994 до 2003 року. Його дочка Клаудія, громадянка Франції, була усиновлена Рубеном і його дружиною чилійкою Аною-Марією Гомес.
Закінчив життя у лікарні La Costa de Asunción 25 березня 2014 року внаслідок серцевого нападу після декількох місяців занедужання.

## З доробку
Рубен Барейро Саг'єр — автор поетичних збірок, короткої і довшої прози. В галузі літературознавства йому належать нариси про життя і творчість співвітчизника Аугусто Роа Бастоса та з літератури гуарані. Також він виступав, часто у співпраці, як упорядник літературних антологій. 
Вибрана бібліографія
- Biografía de ausente, 1964, поезія.
- Ojo por diente, 1971, повість.
- A la víbora de la mar, 1977, поезія
- Literatura Guaraní del Paraguay (Література гуарані Парагваю), 1980, у співпраці з Жаклін Балтран, нарис
- Cultura y Sociedad en América Latina (Культура і суспільство в Латинській Америці)
- Antología de la novela hispano-americana (Антологія іспано-американського роману), у співпраці з Олівером де Леоном
- Estancias, errancias, querencias, 1985, поезія
- El séptimo pétalo del viento, 1984, оповідання
- Las dictaduras en América Latina (Диктатури в Латинській Америці), автор вступу і підписів до фото
- Augusto Roa Bastos: semana de autor, 1986, нарис
- Augusto Roa Bastos, caída y resurrecciones de un pueblo, 1989, нарис
- Antología de la poesía paraguaya del siglo XX (Антологія парагвайської поезії 20-го століття), 1990, антологія у співпраці з Карлосом Вільягра Марсалом
- Antología de la novela latino-americana (Антологія латиноамериканського роману), у співпраці з Олівером де Леоном
- Tentaciónde la utopía - La República de los Jesuitas en el Paraguay (Спокуса утопії - Республіка єзуїтів у Парагваї), у співпраці з Жаном-Полем Дюв'єльсом
- De la literature guaraní a la Literature paraguaya: Un proceso colonial (Від літератури гуарані до літератури Парагваю: колоніальний процес), докторська дисертація з літератури, з дуже почесною відзнакою
- La América hispánica en el siglo XX (Іспанська Америка в 20 столітті)
- De cómo el tío Emilio ganó la vida perdurable (Як дядько Еміліо здобув виважене життя), монологи.
- Antología de la poesía guaraní y en guaraní del Paraguay (Антологія поезії гуарані та на гуарані Парагваю), у співпраці з Карлосом Вільягра Марсалом

## Відзнаки
- 1950: 1-а премія – конкурс на краще оповідання – Журнал Panorama. Асунсьйон.
- 1954: 1-а премія – конкурс на краще оповідання – Журнал Panorama. Асунсьйон.
- 1952: 1-а премія – конкурс Ateneo Paraguayo, Асунсьйон
- 1970: Спеціальна відзнака - Латиноамериканський поетичний конкурс - Журнал Imagen. Каракас.
- 1971: Премія Casa de las Américas за книгу оповідань Ojo por diente